# Butte megye (Dél-Dakota)
Butte megye az Amerikai Egyesült Államokban, azon belül Dél-Dakota államban található. Megyeszékhelye és legnagyobb városa Belle Fourche. Lakosainak száma 10 243 fő (2020. április 1.). Butte megye Harding, Perkins, Meade, Lawrence, Crook és Carter megyékkel határos.

## Népesség
A megye népességének változása:
| Lakosok száma | 10 129 | 10 300 | 10 236 | 10 330 | 10 283 | 10 243 |
|               | 2010   | 2011   | 2012   | 2013   | 2015   | 2020   |